# Karl Ollo
Pour les articles homonymes, voir Ollo.
Karl Antonovitch Ollo (russe : Карл Антонович Олло) est un patineur artistique russe.

## Biographie

### Carrière sportive
Karl Ollo est triple champion de Russie en patinage artistique individuel (en 1910, 1911 et 1912) et médaillé de bronze en 1905.
Il meurt au front lors de la Première Guerre mondiale.

## Palmarès
| Compétitions                                                               | 1905 | 1906 | 1907 | 1908 | 1909 | 1910 | 1911 | 1912 |
| Jeux olympiques d'été                                                      |      |      |      |      |      |      |      | X    |
| Championnats du monde                                                      |      |      |      |      |      |      |      |      |
| Championnats d'Europe                                                      |      |      |      |      | 4e   |      | 2e   |      |
| Championnats de Russie                                                     | 3e   |      |      |      |      | 1er  | 1er  | 1er  |
| Légende : X = Pas de patinage artistique aux Jeux olympiques d'été de 1912 |      |      |      |      |      |      |      |      |